# Werthenstein
Werthenstein is een gemeente en plaats in het Zwitserse kanton Luzern en maakte deel uit van het district Entlebuch tot op 1 januari 2008 de districten van Luzern werden afgeschaft.
Werthenstein telt 1917 inwoners.